# Flora (Schiff, 1966)
Die Flora war ein Anfang der 1980er Jahre vom Deutschen Roten Kreuz eingesetztes Hilfsschiff.

## Geschichte des Schiffes
Das Schiff wurde im Jahr 1966 für die Reederei DG „Neptun“ von der Schiffbau-Gesellschaft Unterweser AG in Bremerhaven als Flora gebaut. Der Stapellauf des Schiffes fand am 16. Juni 1966 statt. 1974 ging es im Rahmen einer Fusion an die Sloman Neptun Schiffahrts AG in Bremen. Im Jahr 1979 wurde die Flora durch das Deutsche Rote Kreuz für 5,7 Millionen Deutsche Mark erworben und in der Siegholdwerft Bremerhaven umgebaut. Es wurde bis 1984 als Hilfsschiff eingesetzt.
Im Jahr 1985 wurde das Schiff an Prakla-Seismos verkauft und als Flachwasser-Messschiff eingesetzt. Im Jahr 1987 wurde das Schiff erneut umgebaut und an Damacar Shipping, Curaçao, verkauft. 1990 schließlich erfolgte der Rückbau zum Frachtschiff, ein Jahr später dann der Verkauf an Seismic Shipping, Panama. Das Schiff wurde nun in Flora I umbenannt.
Im Jahr 1995 wurde das Schiff nach Singapur an Panfoong Shipping verkauft und in Sun Flora umbenannt. Seit 2001 hieß das Schiff Hati Baik. 2006 schließlich wurde das nun unter der Flagge der Mongolei fahrende Schiff zum Preis von 208.000 US-Dollar nach Bangladesch zur Verschrottung verkauft.

## Ausstattung als Hilfsschiff des DRK
Das Schiff war für den Transport von Hilfsgütern ausgerüstet und verfügte für medizinische Hilfe vor Ort über ein Bordlazarett mit OP-Raum, in dem auch Schwestern der DRK-Schwesternschaften eingesetzt waren. Das Bordlazarett diente überwiegend der ambulanten Behandlung, stationäre Behandlungen waren aber auch möglich.
Um Hilfsgüter auch ohne vorhandene Infrastruktur an Land bringen zu können, verfügte das Schiff über einen motorisierten Landungsponton (Florinchen), der mit Hilfe der drei Schiffskrane beladen werden konnte. Der Ponton wurde auf dem vorderen Lukendeckel mitgeführt.
Ein weiterer Schwerpunkt war die Trinkwasserversorgung. Mittels einer 200 Meter langen Schlauchleitung konnte Trinkwasser an Land gepumpt werden.
Die Süßwassertanks hatten eine Kapazität von 400 000 Litern.
Falls diese nicht ausreichte, konnte mit einer Wasserfilteranlage das Brauchwasser aus den Ballasttanks auf Trinkwasserqualität gebracht werden.

## Einsätze als Hilfsschiff
Die Flora wurde am 1. September 1979 als Hilfsschiff vom Deutschen Roten Kreuz in Dienst gestellt. Der erste Einsatz führte das Schiff nach Indonesien, wo ab Oktober auf den Anambasinseln sowie den Inseln Galang und Bintam von dem DRK-Mitarbeitern Flüchtlingslager errichtet und bereits bestehende Lager verbessert und ausgebaut wurden.

Dazu hatte die Flora Reis, 150 Tonnen Milchpulver, 50 Tonnen Fleischkonserven und fünf Tonnen Zucker geladen.
Zusätzlich wurden 2.000 Zelte, neun Fertighäuser und 210 Krankenbetten bereitgestellt.

Zwei Lastwagen, zwei geländegängige Krankenwagen, ein Feldkochherd und zwei Anhänger mit Notstromaggregaten vervollständigten die logistische Ausstattung.
Weitere Einsätze führten das Schiff Anfang der 1980er Jahre nach Angola, wo zur Bekämpfung der Notsituation nach jahrelanger Dürre Lebensmittel, LKW, gebrauchte Kleidungsstücke und Medikamente zur Verfügung gestellt wurden. Während dieses Einsatzes wurde das Schiff im Februar 1982 nach Madagaskar gerufen, um Flutopfern Hilfe zu leisten.
Im Jahr 1982 war das Schiff auch im Libanon im Einsatz, um die Bevölkerung mit Hilfsgütern zu versorgen. Dabei wurde es am 27. Juli 1982 im Hafen von Jounieh von einer Rakete getroffen, wobei zum ersten Mal in der Geschichte der DRK nach dem Zweiten Weltkrieg ein Helfer zu Tode kam.
Weitere Einsätze des Schiffes fanden in Nordjemen (1983) und in Ghana statt.
Im Januar 1984 fuhr das Schiff den letzten Einsatz für das DRK. Ein Schiff als Einsatzplattform hatte sich als zu unflexibel erwiesen und man entschloss sich, auf variablere Transportsysteme wie das Flugzeug zurückzugreifen, um Hilfsgüter und Personal zu Einsatzorten zu bringen.